# Le Petit Rhône
Le Petit Rhône este o arie protejată (sit de importanță comunitară — SCI) din Franța întinsă pe o suprafață de 806 ha, integral pe uscat.

## Localizare
Centrul sitului Le Petit Rhône este situat la coordonatele 43°35′08″N 4°25′54″E / 43.58556°N 4.43167°E.

## Înființare
Situl Le Petit Rhône a fost declarat arie specială de conservare în baza directivei 92/43 din 1992 referitoare la conservarea habitatelor naturale și a faunei și florei sălbatice pentru a proteja 7 specii de animale.

## Biodiversitate
Situată în ecoregiunea mediteraneană, aria protejată conține 1 habitat natural: Estuare.
La baza desemnării sitului se află mai multe specii protejate:
- mamifere (1): castor (Castor fiber)
- pești (5): Alosa fallax, Lampetra fluviatilis, Parachondrostoma toxostoma, Petromyzon marinus, boarță (Rhodeus amarus)
- reptile (1): țestoasa de baltă (Emys orbicularis)